# Alopecosa rapa
Alopecosa rapa este o specie de păianjeni din genul Alopecosa, familia Lycosidae. A fost descrisă pentru prima dată de Karsch, 1881.
Este endemică în Gilbert Is.. Conform Catalogue of Life specia Alopecosa rapa nu are subspecii cunoscute.